# Giovanni Scifoni
Giovanni Scifoni, es un actor y escritor italiano.

## Biografía
Giovanni sabe hablar inglés, romano, toscano y véneto.
Fue seleccionado para asistir a la "Accademia Nazionale di Arte Drammatica Silvio D'Amico" en Roma, Italia.

## Carrera
En el 2005 interpretó a Stefano Vivaldi en la película Mio figlio.
En el 2010 se unió al elenco de la miniserie Io e mio figlio - Nuove storie per il commissario Vivaldi donde interpretó de nuevo a Stefano Vivaldi.
En el 2013 se unió a la segunda temporada de la miniserie Paura d'amare donde dio vida a Carlo, anteriormente el actor Benjamin Sadler había interpretado el papel de Carlo en la primera temporada de la serie en el 2010.

## Filmografía

### Series de Televisión
| Año  | Título                                                    | Personaje        | Notas                             |
| ---- | --------------------------------------------------------- | ---------------- | --------------------------------- |
| 2015 | Un passo dal cielo                                        | Karl Reuter      |                                   |
| 2013 | Paura d'amare                                             | Carlo            | 2 episodios - miniserie           |
| 2010 | Il peccato e la vergogna                                  | Tony             | episodio "Primo episodio"         |
| 2010 | Io e mio figlio - Nuove storie per il commissario Vivaldi | Stefano Vivaldi  | 6 episodios                       |
| 2008 | Un caso di coscienza                                      | Marco Sorrentino | 6 episodios - miniserie           |
| 2008 | Don Matteo                                                | Stefano Arcuati  | episodio "La stanza di un angelo" |
| 2006 | L'onore e il rispetto                                     | Casare Politi    | miniserie                         |

### Películas
| Año  | Título                       | Personaje       | Notas |
| ---- | ---------------------------- | --------------- | --- |
| 2013 | La Tempesta                  | Paolo Del Serio | junto a Nicole Grimaudo, Ennio Fantastichini, Nino Frassica & Leonardo Della Bianca                                |
| 2013 | L'ultimo Papa Re             | Marchetti       | junto a Gigi Proietti, Sandra Ceccarelli, Marco Cassini, Greta Scarano & Roberta Mattei                            |
| 2013 | Pasolini, la verità nascosta | Dino Pedriali   | junto a Alberto Testone, Lucia Aliberti, Rosanna Gentili & Emanuela Ponzano                                        |
| 2012 | Lea                          | -               | corto - junto a Luca Lionello, Giulia Salerno, Valerio Aprea, Margherita Vicario & Carlotta Natoli                 |
| 2011 | Il rumore della neve         | Soñador         | corto - junto a Alessandra Raichi, Federico Cianfanelli, Federico Mancini, Paolo Perinelli & Luca Scapparone       |
| 2011 | Tutti con Lea                | -               | corto - junto a Valerio Aprea, Francesca Faiella, Anna Ferzetti, Luca Lionello, Carlotta Natoli & Elena Radonicich |
| 2008 | Io non dimentico             | Giovanni        | junto a Elena Russo, Ángela Molina, Manuela Arcuri, Gianfranco Barra & Giancarlo Giannini                          |
| 2005 | Mio figlio                   | Stefano Vivaldi | junto a Lando Buzzanca, Sergio Sivori, Giuseppe Schisano, Morgana Forcella & Alessandra Celi                       |
| 2003 | La meglio gioventù           | Berto           | junto a Luigi Lo Cascio, Alessio Boni, Adriana Asti, Maya Sansa & Riccardo Scamarcio                               |

### Director
| Año         | Título                           | Notas                                         |
| ----------- | -------------------------------- | --------------------------------------------- |
| 2011 - 2012 | Guai a voi Ricchi                | obra - director                               |
| 2009 - 2010 | Le Ultime Sette Parole di Cristo | obra - director                               |
| 2007        | Una Città che ti Assomiglia      | obra - director                               |
| 2006        | Vangelo Secondo Marco            | obra - director                               |
| 2004        | Jesus Christ Superstar           | obra - co-director - junto a Claudio Segatori |
| 2002        | Alleluia brava gente             | obra - director                               |

### Teatro
| Año  | Obra                      | Personaje         | Director (a)              | Teatro                | Notas                                                                          |
| ---- | ------------------------- | ----------------- | ------------------------- | --------------------- | ------------------------------------------------------------------------------ |
| 2014 | Molto Rumore Per Nulla    | -                 | Giancarlo Sepe            | Teatro Eliseo di Roma | junto a Francesca Inaudi, Giovanni Scifoni, Pino Tufillaro & Daniele Monterosi |
| 2013 | Il Figliol Prodigo        | -                 | Marco Maltauro            | -                     | junto a Giorgio Colangeli & Patrizia Romeo                                     |
| 2009 | Il Re dei Pezzenti        | -                 | Marco Maltauro            | -                     | -                                                                              |
| 2009 | Goethe off                | -                 | Marco Maltauro            | -                     | junto a Marta Nuti, Francesco Maiorca, Alex Pascoli & Carlotta Piraino         |
| 2009 | Absolut                   | -                 | Marco Maltauro            | -                     | -                                                                              |
| 2006 | La Roccia                 | Corifeo           | Pino Manzari              | -                     | -                                                                              |
| 2006 | Vangelo Secondo Marco     | Marco             | -                         | -                     | -                                                                              |
| 2004 | Voglio Svegliare l’aurora | -                 | -                         | -                     | -                                                                              |
| 2004 | Jesus Christ Superstar    | Rey Herod         | Giovanni Scifoni          | -                     | -                                                                              |
| 2003 | Enrico IV                 | Bertoldo          | Roberto Guicciardini      | -                     | -                                                                              |
| 2001 | Ronde Bis                 | Marchetta         | Patrick Rossi Gastaldi    | -                     | -                                                                              |
| 2000 | Antonio e Cleopatra       | -                 | Ninni Bruschetta          | -                     | -                                                                              |
| 2000 | Graal                     | -                 | Giorgio Barberio Corsetti | -                     | -                                                                              |
| 2000 | Caterina de’Medici        | Enrico di Navarra | Paolo Poli                | -                     | -                                                                              |
| 1997 | Inferno                   | -                 | Lorenzo Salveti           | -                     | -                                                                              |

## Premios y nominaciones
| Año  | Categoría                 | Premio                        | Obra/Película | Resultado |
| ---- | ------------------------- | ----------------------------- | ------------- | --------- |
| 2011 | Astro Nascente del Teatro | Golden Graal Award            | -             | Nominado  |
| 2005 | Fiction TV                | Arechi d'oro di Salerno Award | Mio Figlio    | Nominado  |